# Morella Joseph
Tiến sĩ Morella Joseph là một chính trị gia ở quốc đảo Saint Lucia thuộc vùng biển Caribe. Sau sự từ chức bất ngờ của Vaughan Lewis, Joseph đã được bầu vào vị trí này vào tháng 10 năm 2000 và trở thành lãnh đạo của Đảng Công nhân Thống nhất của Saint Lucia. Trong cuộc bầu cử cùng năm, Morella, bà đã tranh cử vào Quốc hội Saint Lucia nhưng bị đánh bại bởi ứng cử viên của Đảng Lao động Saint Lucia.